# Ю Камия
Тиагу Фурукава Лукас (порт. Thiago Furukawa Lucas; род. 10 ноября 1984 года, Уберландия), более известный как Ю Камия (яп. 榎宮 祐 Камия Ю:) — бразильско-японский романист, мангака и иллюстратор. Выступал иллюстратором ранобэ
Itsuka Tenma no Kuro Usagi Такаи Кагами. В мае 2011 года у него диагностировали рак желудка, он поехал в США на операцию, вернулся в Японию в августе. С 2012 года является автором ранобэ «Без игры жизни нет», которое получило аниме-экранизацию, стало одним из самых продаваемых ранобэ 2014 года, а также выиграло награду Sugoi Japan Award газеты «Ёмиури симбун». В 2017 году по мотивам его работы Clockwork Planet был создан аниме-сериал. Женат на Масиро Хиираги, являющейся иллюстратором манга-адаптации «Без игры жизни нет».

## Работы
| Название                                                           | Год       | Детали                                                                                            | Прим.               |
| ------------------------------------------------------------------ | --------- | ------------------------------------------------------------------------------------------------- | ------------------- |
| E.A.r.T.h (яп. エアリセ Эарисэ)                                    | 2006      | Выпущено в одном томе издательством ASCII Media Works.                                            | [ 2 ] [ 8 ]         |
| Greed Packet ∞ (яп. グリードパケット∞ Гури:до Пакэтто Анримитэддо) | 2008      | Спин-офф серии Earth. Выпущено в четырёх томах издательством ASCII Media Works.                   | [ 2 ] [ 9 ]         |
| Itsuka Tenma no Kuro Usagi (ранобэ) Иллюстрации.                   | 2008—2013 | Выпущено в тринадцати томах издательством Fujimi Shobo.                                           | [ 3 ]               |
| Без игры жизни нет (ранобэ)                                        | с 2012    | Публикуется под импринтом MF Bunko J. Выпущено в десяти томах издательством Media Factory.        | [ 3 ] [ 10 ] [ 11 ] |
| Без игры жизни нет (манга)                                         | с 2013    | Публикуется в журнале Monthly Comic Alive. Выпущено в двух томах издательством Media Factory.     | [ 10 ] [ 11 ]       |
| Clockwork Planet (ранобэ) Совместно с Цубаки Химаной.              | с 2013    | Публикуется под импринтом Kodansha Ranobe Bunko. Выпущено в четырёх томах издательством Kodansha. | [ 7 ] [ 12 ] [ 13 ] |
| Clockwork Planet (манга) Совместно с Цубаки Химаной.               | 2013—2018 | Публиковалось в журнале Monthly Shōnen Sirius. Выпущено в десяти томах издательством Kodansha.    | [ 7 ] [ 12 ]        |